# Karana laetevirens
Karana laetevirens är en fjärilsart som beskrevs av Charles Oberthür 1884. Karana laetevirens ingår i släktet Karana och familjen nattflyn. Inga underarter finns listade i Catalogue of Life.